# Jerónimo Carrión y Palacio

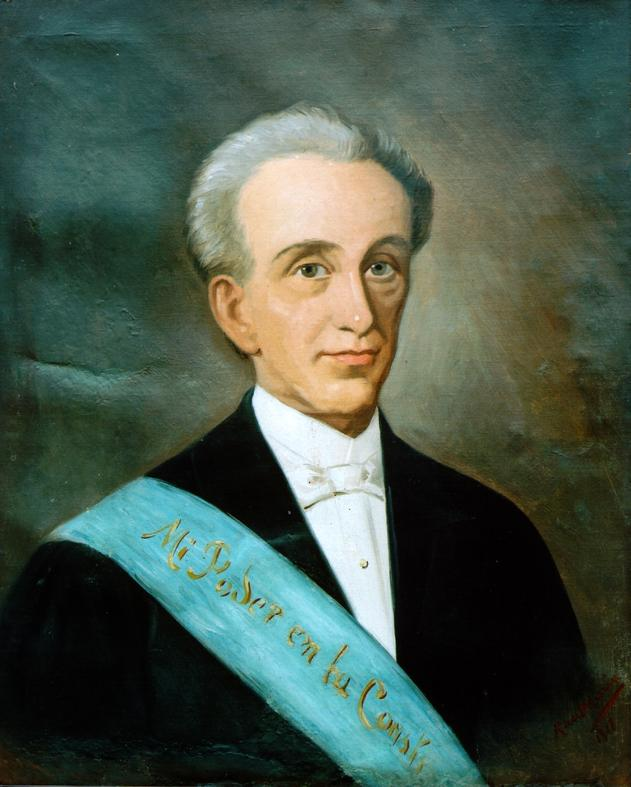
Portret Jerónimo Carrión y Palacio

Jerónimo Carrión y Palacio (Cariamanga, 6 juli 1804 - Quito, 5 mei 1873), was een Ecuadoraans politicus.
Jerónimo Carrión verscheen in 1859, tijdens de oorlog met Peru, op het politieke toneel toen hij zich op 6 juni aan het hoofd stelde van een tegenregering te Loja. Carrión streefde naar een federaal Ecuador. Na de val van president Robles (17 september) riep hij zich uit tot Jefe Supremo. Net als de hoofden van de andere tegenregeringen in Ecuador (die van García Moreno te Quito en die van generaal Franco te Guayaquil) onderhandelde hij met Peruaanse regering over vrede en sloot een verdrag. Na enige tijd sloot Carrión zich aan bij Gabriel García Moreno, die na de val van generaal Franco (24 september 1860) president van Ecuador werd.
Op 27 augustus 1865 kondigde president García Moreno zijn aftreden aan en na een kort interim van Rafael Carvajal Guzmán (31 augustus - 7 september 1865) werd Carrión, de favoriete kandidaat van García Moreno, president van Ecuador. Zijn ambtsperiode duurde van 7 september 1865 tot 6 november 1867. Zijn bewind verliep niet zonder problemen. In november 1867 werd hij via een staatsgreep van conservatieven afgezet en vervangen door Pedro José de Arteta y Calisto. Reden voor zijn afzetting was de dreiging van een staatsgreep door aanhangers van generaal José María de Urbina. Men verwachtte dat hij niet krachtdadig genoeg zou optreden.